# Carmentália
O Festival da Carmentália é uma festividade que remonta o antigo Império Romano realizada em honra de Carmenta, a ninfa das profecias. Segundo Plutarco, esta festa foi instituída quando houve a fusão da cultura dos romanos com os sabinos.
Segundo alguns autores, Carmenta era uma das Parcas, associada ao nascimento humano, e era, por isso, adorada pelas mães, porém, segundo outros, ela era Nicostrata, a esposa de Evandro da Arcádia, e, por ser uma profetisa e declamar oráculos em versos, foi chamada de Carmenta, pois carmina é a palavra romana para versos. Outra interpretação é que Carmenta signifique ruim da cabeça, por causa do estado de êxtase durante a inspiração, formada por carere (falta de) e mens (mente).
De acordo com Ovídio, Carmentis era a mãe de Evandro.
É realizado tradicionalmente no dia 15 de janeiro  que é um dia excelente para consultar qualquer tipo de oráculo, pois dizem que neste dia eles não podem mentir.